# Centerfield
Pour l’article homonyme, voir Centerfield (Utah).
Albums de John Fogerty
John Fogerty
(1975) Eye of the Zombie
(1986)
Centerfield est le troisième album studio du chanteur américain John Fogerty sorti le 15 janvier 1985. Le titre est emprunté au lexique du baseball.

## Contexte
C'est le premier album officiel de John Fogerty en dix ans. En effet, l'album intitulé Hoodoo, enregistré en 1976, n'a jamais été commercialisé, le chanteur ne le jugeant pas assez bon, cependant des bootlegs ont largement été diffusés. Pendant cette période, Fogerty et les autres membres de son ancien groupe, Creedence Clearwater Revival, étaient en procès contre leur ex maison de disques, Fantasy Records, et son patron, Saul Zaentz. L'issue du procès, en 1983, est favorable aux musiciens.
John Fogerty n'en a malheureusement pas fini avec les démêlés judiciaires, puisque Saul Zaentz juge deux chansons de l'album diffamatoires : Mr. Greed et Vanz Kant Danz, où Fogerty dénonce la cupidité du patron de Fantasy Records. De plus Saul Zaentz, qui est toujours propriétaire des droits des chansons de Creedence Clearwater Revival, estime qu'un autre morceau de l'album, The Old Man Down the Road, est un plagiat de la chanson Run Through the Jungle sortie en 1970, et composée par John Fogerty. Le chanteur se voit donc accusé d'auto-plagiat. Après des années de procédure, l'issue est de nouveau favorable à John Fogerty.

## Réception
Centerfield est le plus gros succès commercial de la carrière solo de John Fogerty. L'album se classe en tête du Billboard 200 aux États-Unis où il est certifié double disque de platine avec 2 000 000 d'exemplaires vendus, et no 1 en Norvège et en Suède.
The Old Man Down the Road et Rock and Roll Girls, extraits en singles, se classent dans les charts de plusieurs pays, avec notamment une 10e et une 20e place respectivement pour ces deux chansons dans le Billboard Hot 100.
Avec la chanson Centerfield, qui donne son titre à l'album, John Fogerty témoigne de son amour du baseball. Cette chanson est devenue très populaire parmi les adeptes de ce sport, à tel point qu'en 2010 elle est inscrite au Temple de la renommée du baseball (Baseball Hall of Fame).

## Liste de titres
Écrits et composés par John Fogerty sauf mentions.
| 1. | The Old Man Down the Road | 3:34 |
| 2. | Rock and Roll Girls       | 3:28 |
| 3. | Big Train (From Memphis)  | 2:58 |
| 4. | I Saw It On T.V.          | 4:20 |
| 5. | Mr. Greed                 | 4:09 |

| 6. | Searchlight         | 4:31 |
| 7. | Centerfield         | 3:53 |
| 8. | I Can't Help Myself | 3:15 |
| 9. | Vanz Kant Danz      | 5:32 |

| 10. | My Toot Toot | Rockin' Sidney                  | 3:09 |
| 11. | I Confess    | - Teddy Vann - Nathaniel Nathan | 3:48 |

Notes :
- La chanson Vanz Kant Danz est titrée Zanz Kant Danz sur les premiers pressages de l'album. Elle fut retitrée pour éviter, en vain, un procès de la part de Saul Zaentz. Elle récupère son titre original sur la réédition du 25e anniversaire du disque sortie le 16 juillet 2010[6].
- Les deux titres supplémentaires de la réédition de 2010 sont des faces B de singles. My Toot Toot est une reprise de Rockin' Sidney et I Confess celle d'une chanson des années 1950 composée par Teddy Vann et Nathaniel Nathan.

## Classements et certifications
| Classement (1985)             | Meilleure place |
| ----------------------------- | --------------- |
| Allemagne (Media Control AG)  | 23              |
| Autriche (Ö3 Austria Top 40)  | 2               |
| Canada (RPM Top Albums)       | 2               |
| États-Unis (Billboard 200)    | 1               |
| Norvège (VG-lista)            | 1               |
| Nouvelle-Zélande (RIANZ)      | 13              |
| Pays-Bas (Mega Album Top 100) | 9               |
| Royaume-Uni (UK Albums Chart) | 48              |
| Suède (Sverigetopplistan)     | 1               |
| Suisse (Schweizer Hitparade)  | 4               |

| Pays                         | Certification | Unités certifiées |
| ---------------------------- | ------------- | ----------------- |
| Australie (ARIA)             | 2 × Platine   | 140 000           |
| États-Unis (RIAA)            | 2 × Platine   | 2 000 000         |
| Finlande (Musiikkituottajat) | Or            | 25 000            |